# کاهیجه
کاهیجه روستایی در دهستان ساق بخش سلیمان شهرستان زاوه استان خراسان رضوی ایران است. بر پایه سرشماری عمومی نفوس و مسکن در سال ۱۳۹۰ جمعیت این روستا ۲٬۸۶۴ نفر (در ۷۱۷ خانوار) بوده است.